# Meristogenys whiteheadi
Meristogenys whiteheadi är en groddjursart som först beskrevs av George Albert Boulenger 1887.  Meristogenys whiteheadi ingår i släktet Meristogenys och familjen egentliga grodor. IUCN kategoriserar arten globalt som nära hotad. Inga underarter finns listade i Catalogue of Life.